# 10 kilomètres marche féminin aux Jeux olympiques d'été de 1992
Pour un article plus général, voir Athlétisme aux Jeux olympiques d'été de 1992.
Navigation
Atlanta 1996
L'épreuve du 10 kilomètres marche féminin aux Jeux olympiques de 1992 s'est déroulée le 3 août 1992 dans les rues de Barcelone, en Espagne, avec une arrivée au Stade olympique de Montjuic. Elle est remportée par la Chinoise Chen Yueling.
Il s'agit de la première épreuve féminine de marche disputée dans le cadre des Jeux olympiques.

## Résultats

### Finale
| Rang               | Athlète            | Pays                        | Temps       | Notes |
| ------------------ | ------------------ | --------------------------- | ----------- | ----- |
| Médaille d'or      | Chen Yueling       | Chine                       | 44 min 32 s | OR    |
| Médaille d'argent  | Yelena Nikolayeva  | Équipe unifiée de l’ex-URSS | 44 min 33 s |       |
| Médaille de bronze | Li Chunxiu         | Chine                       | 44 min 41 s |       |
| 4                  | Sari Essayah       | Finlande                    | 45 min 08 s |       |
| 5                  | Cui Yingzi         | Chine                       | 45 min 15 s |       |
| 6                  | Madelein Svensson  | Suède                       | 45 min 17 s |       |
| 7                  | Annarita Sidoti    | Italie                      | 45 min 23 s |       |
| 8                  | Yelena Sayko       | Équipe unifiée de l’ex-URSS | 45 min 23 s |       |
| 9                  | Anne Judkins       | Nouvelle-Zélande            | 45 min 28 s |       |
| 10                 | Mari Cruz Díaz     | Espagne                     | 45 min 32 s |       |
| 11                 | Katarzyna Radtke   | Pologne                     | 45 min 45 s |       |
| 12                 | Mária Urbanik      | Hongrie                     | 45 min 50 s |       |
| 13                 | Ildikó Ilyés       | Hongrie                     | 45 min 54 s |       |
| 14                 | Encarna Granados   | Espagne                     | 46 min 00 s |       |
| 15                 | Kerry Saxby-Junna  | Australie                   | 46 min 01 s |       |
| 16                 | Beate Anders       | Allemagne                   | 46 min 31 s |       |
| 17                 | Beata Kaczmarska   | Pologne                     | 46 min 34 s |       |
| 18                 | Andrea Alföldi     | Hongrie                     | 46 min 35 s |       |
| 19                 | Elisabetta Perrone | Italie                      | 46 min 43 s |       |
| 20                 | Michelle Rohl      | États-Unis                  | 46 min 45 s |       |
| 21                 | Tina Poitras       | Canada                      | 46 min 50 s |       |
| 22                 | Emilia Cano        | Espagne                     | 47 min 03 s |       |
| 23                 | Miki Itakura       | Japon                       | 47 min 11 s |       |
| 24                 | Yuko Sato          | Japon                       | 47 min 43 s |       |
| 25                 | Janice McCaffrey   | Canada                      | 48 min 05 s |       |
| 26                 | Debbi Lawrence     | États-Unis                  | 48 min 23 s |       |
| 27                 | Victoria Herazo    | États-Unis                  | 48 min 26 s |       |
| 28                 | Maricela Chávez    | Mexique                     | 48 min 39 s |       |
| 29                 | Pascale Grand      | Canada                      | 49 min 14 s |       |
| 30                 | Eva Machuca        | Mexique                     | 50 min 02 s |       |
| 31                 | Gabrielle Blythe   | Australie                   | 50 min 13 s |       |
| 32                 | Betty Sworowski    | Grande-Bretagne             | 50 min 14 s |       |
| 33                 | Kathrin Born-Boyde | Allemagne                   | 50 min 21 s |       |
| 34                 | Isilda Gonçalves   | Portugal                    | 50 min 23 s |       |
| 35                 | Lisa Langford      | Grande-Bretagne             | 51 min 44 s |       |
| 36                 | Miriam Ramón       | Équateur                    | 51 min 56 s |       |
| 37                 | Perri Williams     | Irlande                     | 54 min 53 s |       |
| 38                 | Kada Delić         | Bosnie-Herzégovine          | 55 min 24 s |       |
| —                  | Alina Ivanova      | Équipe unifiée de l’ex-URSS | DQ          |       |
| —                  | Ileana Salvador    | Italie                      | DQ          |       |
| —                  | Susana Feitor      | Portugal                    | DQ          |       |
| —                  | Graciela Mendoza   | Mexique                     | DQ          |       |
| —                  | Vicky Lupton       | Grande-Bretagne             | DQ          |       |
| —                  | Ma Kyin Lwan       | Birmanie                    | DQ          |       |

## Légende
Records et Performances
- AR : Record continental (area record)
- CR : Record des championnats (championship record)
- MR : Record du meeting (meet record)
- NR : Record national (national record)
- OR : Record olympique (olympic record)
- PR : Record paralympique (paralympic record)
- PB : Record personnel (personal best)
- SB : Meilleure performance personnelle de la saison (season's best)
- WL : Meilleure performance mondiale de l'année (world leader)
- WJR : Record du monde junior (world junior record)
- WR : Record du monde (world record)

Circonstances et Conditions
- DNF : N'a pas terminé (did not finish)
- DNS : N'a pas pris le départ (did not start)
- DQ : Disqualification (disqualification)
- NM : Aucun essai valable enregistré (No Mark)
- Q : Qualifié « directement » au prochain tour (ou à la prochaine compétition), lors d'une compétition majeure, grâce au classement ou à la réalisation des minima (automatic qualifier)
- q : Qualifié au prochain tour (ou à la prochaine compétition), lors d'une compétition majeure, grâce au repêchage ou à la réalisation de l'une des meilleures performances parmi celles des « non qualifiés directement » (grâce au meilleur temps ou à la meilleure distance par exemple) (secondary qualifier)